# Eerste Taiwancrisis
De Eerste Taiwancrisis of Formosacrisis was een gewapend conflict tussen communistisch China op het vasteland van China en nationalistisch China op het eiland Taiwan tussen september 1954 en mei 1955. Als uitloper van de Chinese Burgeroorlog (1927–1950) draaide het conflict om het bezit van de voor Taiwan strategisch belangrijke eilanden tussen Taiwan en het vasteland.

## De Chinese Burgeroorlog
De Chinese Burgeroorlog tussen de communisten onder leiding van Mao Zedong en de zittende republikeinse Kwomintang-regering van Chiang Kai-shek eindigde in 1950. Toen de communisten de overhand kregen op het vasteland vluchtten de Kwomintang met meer dan een miljoen aanhangers naar het eiland Taiwan, waar ze de Republiek China voortzetten. Op het vasteland werd daarop de Volksrepubliek China uitgeroepen. De meeste eilanden tussen Taiwan en het vasteland bleven in handen van de Kwomintang, daar de Volksrepubliek China nog niet over een noemenswaardige zeemacht beschikte. In april 1950 viel het eiland Hainan in handen van de Volksrepubliek China, hiervoor werden zware verliezen geïncasseerd door Peking, in mei 1950 gevolgd door de Zhoushan-eilanden. In 1954-55 werden de Dacheneilanden en Yijiangshaneilanden eveneens geannexeerd tijdens de Eerste Taiwancrisis.

## De Amerikaanse positie
Beide partijen bleven claimen de rechtmatige regering van heel China – dus zowel Taiwan als het vasteland – te zijn. De Kwomintang wisten zich gesteund door het Westen, en de Verenigde Staten in het bijzonder, terwijl de Volksrepubliek de Sovjet-Unie als bondgenoot had. De Amerikaanse president Harry S. Truman verklaarde in 1950 evenwel dat zijn land zich niet met de kwestie zou bemoeien, ook niet als de Volksrepubliek Taiwan zou aanvallen. Kort daarop brak echter de Koreaanse Oorlog uit, en het Amerikaanse beleid jegens China werd herzien. Truman stuurde zijn in Japan gebaseerde zevende vloot de Straat van Taiwan in om een gewapend conflict te vermijden, en nam het strategisch gelegen Taiwan daarmee feitelijk in bescherming. Daarnaast kreeg Taiwan ook militaire en economische steun van de Verenigde Staten.
In de VS was er echter kritiek op dit beleid dat verhinderde dat China "bevrijd" zou worden van het communisme. In februari 1953 verklaarde de nieuwe Amerikaanse president Dwight D. Eisenhower daarom dat de zevende vloot Taiwan niet langer zou tegenhouden als het de Volksrepubliek aanviel. Er werd zelfs gesproken over deelname van de Amerikaanse luchtmacht, de marine en zelfs grondtroepen aan een door de VS geleide invasie van het Chinese vasteland.

## De positie van Taiwan
De Kwomintang wilden absoluut vermijden dat ze hun Amerikaanse bondgenoot zouden verliezen. Ze wilden dan ook een alliantieverdrag sluiten, waren bereid Amerikaanse bases toe te laten op hun grondgebied en gingen ermee akkoord dat de VS operaties tegen de Volksrepubliek zou leiden. In de rug gesteund door de Verenigde Staten werden Chiang Kai-sheks plannen om het vasteland te heroveren steeds concreter. Daarnaast dacht men dat de Sovjet-Unie niet rechtstreeks zou tussenkomen omdat die een beleid voerde waarbij het land enkel via derden de VS bestreed. In augustus 1954 stationeerden de Kwomintang 58.000 troepen op het eiland Kinmen, dat zo'n twee kilometer van het Chinese vasteland ligt, en 15.000 op de Matsu-archipel, zo'n negen kilometer van het vasteland. Die wierpen sterke fortificaties op op de eilanden. Als reactie daarop begon de Volksrepubliek op 3 september 1954 de eilanden te bestoken met artillerievuur. Daarbij kwamen ook twee Amerikaanse militaire adviseurs om het leven. In november 1955 werden ook de Dacheneilanden door vliegtuigen van het Volksbevrijdingsleger gebombardeerd.

## De positie van de Volksrepubliek

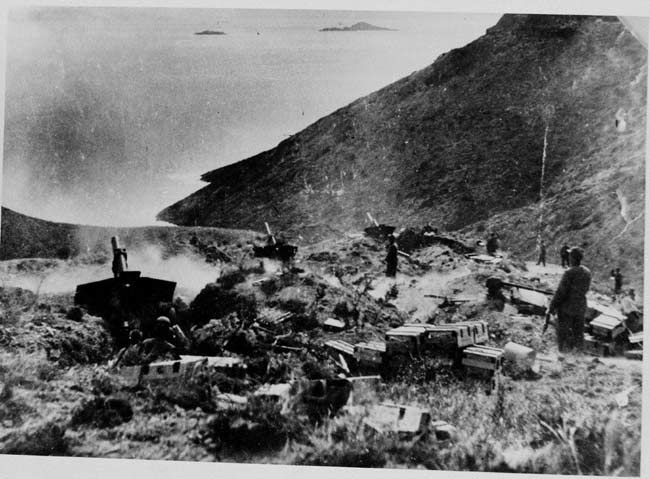
Een artilleriepositie van het Volksbevrijdingsleger op 18 januari 1955, toen de Yijiangshaneilanden werden gebombardeerd.

De Volksrepubliek van haar kant liet de situatie ontsporen om te voorkomen dat Taiwan een formele alliantie zouden vormen met de VS of andere landen in de regio, zoals de op stapel staande Zuidoost-Aziatische Verdragsorganisatie of de mogelijke Noordoost-Azeatische Verdragsorganisatie, waar in de VS over werd gedacht. Aangezien Taiwan als een deel van China werd gezien, werd dat als een inbreuk op China's soevereiniteit opgevat. Toen de VS en Taiwan een veiligheidsverdrag sloten hervatte men in januari 1955 de aanvallen op de Dacheneilanden en werden de Yijiangshaneilanden ingenomen.

## De Amerikaanse reactie

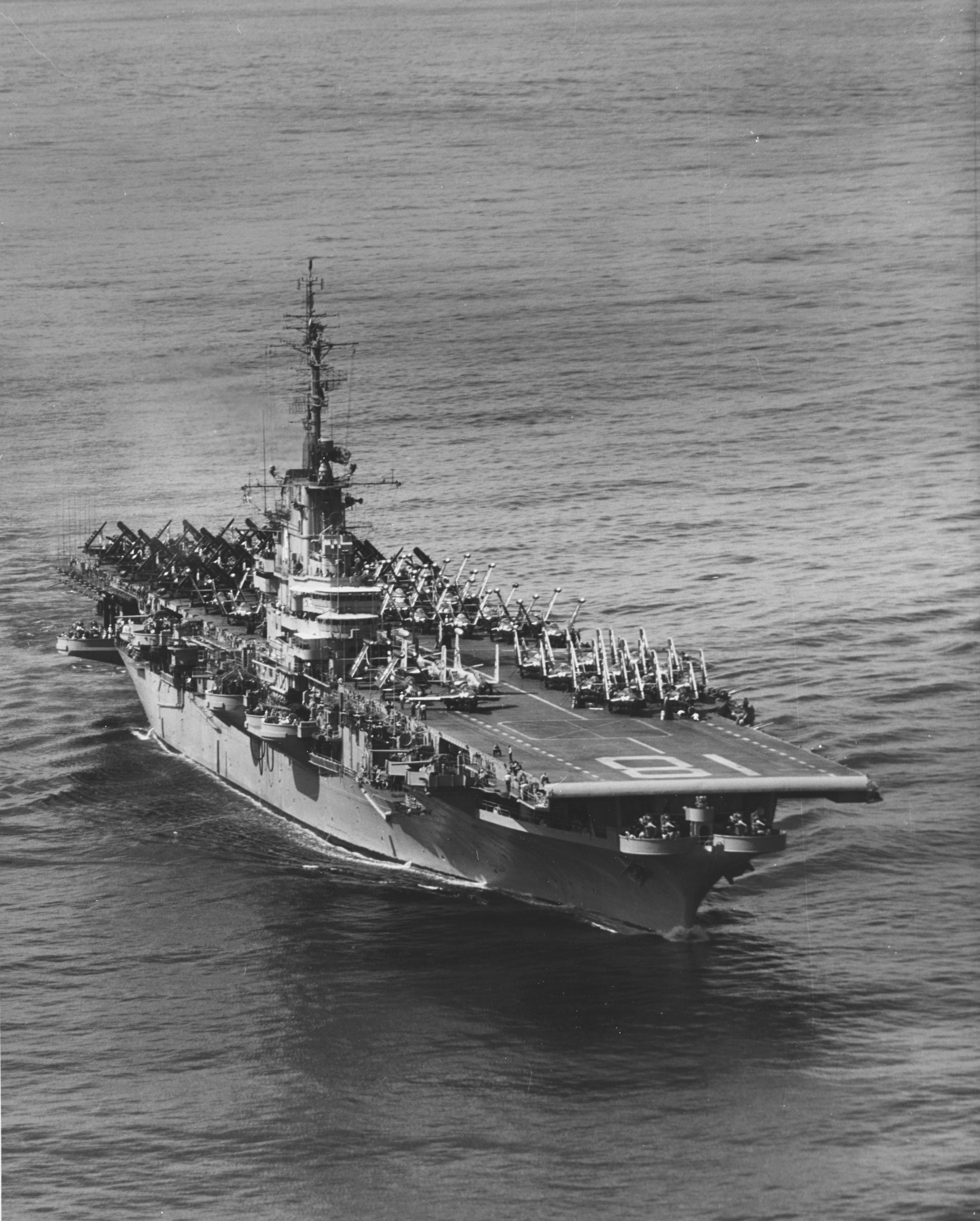
Het Amerikaanse vliegdekschip USS Wasp op 5 januari 1955, terwijl het luchtdekking bood aan de evacuatie van de Dacheneilanden.

De Verenigde Staten waren verrast door de Chinese bombardementen en besloot uiteindelijk dat de eilanden voor hen geen strategisch belang hadden en niet te verdedigen waren zonder een grote oorlog te riskeren. President Eisenhower wilde een oorlog met China vermijden en de crisis op een andere manier bezweren, en weigerde dan ook troepen in te zetten, China te bombarderen of – een andere optie die op tafel lag – kernwapens te gebruiken. Anderzijds zou niet reageren de positie van de Volksrepubliek kunnen versterken en Taiwan en de defensieperimeter in het westen van de Stille Oceaan in gevaar brengen. Onder Amerikaanse druk trokken de Kwomintang hun troepen in februari 1955 terug van de Dacheneilanden, nadat het Volksbevrijdingsleger de nabijgelegen Yijiangshaneilanden had bezet.
De Verenigde Staten probeerde een eind te maken aan het conflict met een VN-resolutie die beide partijen opriep rond de tafel te gaan zitten. Taiwan was hiertegen gekant daar het een impliciete erkenning van de Volksrepubliek inhield en dus tot twee China's leidde, en ook de Volksrepubliek weigerde hieraan mee te werken. In ruil voor het niet tegenhouden van de VN-resolutie – De Republiek China (Taiwan) was toen nog permanent lid met vetorecht in de VN-Veiligheidsraad – sloot de VS een veiligheidsverdrag met het land. De onderhandelingen daarover verliepen moeizaam, te meer omdat de VS de eilanden vlak voor de Chinese kust buiten het verdrag wilde houden terwijl ze voor Taiwan als bruggenhoofd naar het vasteland fungeerden. Op 1 december 1954 kwam het verdrag tot stand. Het omvatte Taiwan en de Pescadores, maar bleef op de vlakte over de dichter bij het vasteland gelegen eilanden, al werd er wel een opening gelaten aangaande hun verdediging. Verder keurde het Amerikaans Congres eind januari 1955 de Formosaresolutie goed, die de president toestond alle middelen te gebruiken om Taiwan te verdedigen tegen de Volksrepubliek.

## Het staakt-het-vuren
In april 1955 vroeg premier Zhou Enlai van de Volksrepubliek om een staakt-het-vuren en gesprekken met de Verenigde Staten. Die ging daarop in en de crisis ging liggen. De gesprekken gingen in juli van start, en de VS erkende de facto het bestaan van de Volksrepubliek en dus twee China's. De VS eiste ook dat de Volksrepubliek zou afzien van geweld om de kwestie-Taiwan op te lossen, maar dat werd geweigerd daar het als een intern probleem werd gezien en het uiteindelijke doel om Taiwan te herenigen met China in de weg stond. Uiteindelijk waren de Volksrepubliek noch Taiwan tevreden met de afloop, en drie jaar later was er al een volgende crisis. De kwestie kwam ook toen niet tot een oplossing.